# Eustroma
Eustroma is een geslacht van vlinders van de familie spanners (Geometridae), uit de onderfamilie Larentiinae.

## Soorten
- E. aerosa Butler, 1878
- E. atrifasciata Hulst, 1888
- E. aurantiaria Moore, 1867
- E. aurigena Butler, 1880
- E. chalcoptera Hampson, 1895
- E. changi Inoue, 1986
- E. disrupta Fletcher, 1961
- E. elista Prout, 1940
- E. fasciata Barnes & McDunnough, 1918
- E. fractifasciaria Leech, 1897
- E. hampsoni Prout, 1958
- E. inextricata Walker, 1866
- E. japonicum Inoue, 1986
- E. lativittaria Moore, 1867
- E. mardinata Staudinger, 1895
- E. melancholica Butler, 1878
- E. metaria Oberthür, 1893
- E. promacha Prout, 1940
- E. reticulata (Denis & Schiffermüller, 1775)
- E. semiatrata Hulst, 1881